# Ковшун Олександр Миколайович
Ковшун Олександр Миколайович (нар. 4 червня 1958, Чернігів) — український актор, режисер, педагог. Лавреат муніципальної премії ім. Мар'яна Крушельницького за кращу режисерську роботу (2008), дипломант міжнародного театрального фестивалю «Біла вежа» (Білорусь, 2011) та премії ім. М. Коцюбинського (2015).

## Життєпис
Народився 4 червня 1958 року у Чернігові.
Закінчив у 1986 році Харківський національний університет мистецтв ім. Івана Котляревського за спеціалізацією «Актор драматичного театру та кіно» (курс Реї Колосової, Євгена  Лисенка). Працював актором у Харківському академічному російському драматичному театрі ім. Олександра Пушкіна (1986—1989) , Чернігівському музично-драматичному театрі ім. Тараса Шевченка (1989—1990), Харківського академічного українського драматичного театру ім. Тараса Шевченка (1990—2014).
Отримав диплом спеціаліста Харківського національного університету мистецтв ім. І. Котляревського за спеціалізацією «Режисер драматичного театру» (курс Олександра Барсегяна, 2011).
Від 2008 року працював на кафедрі майстерності актора Харківської державної академії культури викладачем дисципліни «Майстерність актора».
Протягом 2014—2017 років, а також з 2020 по 2022 роки ― головний режисер Харківського театру для дітей та юнацтва.
Олександр Ковшун є учасником і лавреатом багатьох європейських театральних фестивалів, серед яких «Золотий лев» (Україна, Львів, 2008), «High-fest» (Вірменія, 2010), «Біла Вежа» (Білорусь, 2011), Тбіліський міжнародний театральний фестиваль (2011), «Золота Маска 2011» (Росія), Міжнародний фестиваль українського театру в Кракові (Польща, 2014), Міжнародний чорноморський театральний фестиваль (Трабзон, Туреччина, 2015), Міжнародний фестиваль «Різдвяні лялькові історії» (Львів, 2016), Міжнародний фестиваль «27. Театральний Марафон» (Сомбор, Сербія, 2018), III Багдадський міжнародний театральний фестиваль (Багдад, Ірак, 2022) – Гран-прі фестивалю.

## Основні вистави
Поставив в Харківському театрі ім. Т. Шевченка вистави:
- 2007 — «Войцек» за однойменною п'єсою Георга Бюхнера (також роль Лікаря)
- 2008 — «Та, що слухає кроки» за п'єсою «Дівчина моєї мрії» М. Коляди
- 2009 — «Веселі пригоди Піфа» Н. Сікачіні
- 2010 — «Ірен і духи» за М. Колядою
- 2010 — «Бурлака» за однойменною п'єсою Івана Карпенка-Карого
- 2011 — «Повернення» за оповіданнями В. Набокова
- 2018 — «Любов» М. Кропивницького
- 2018 — «Замок» Ф. Кафка
- 2020 — «Калігула» А. Камю
- 2021 — «Хлібне перемир'я» за Сергієм Жаданом

Поставив вистави в Харківському театрі для дітей та юнацтва:
- 2012 — «Капітан Фракасс» за Теофілем Готьє
- 2012 — «Випадок на вулиці Лурсін» Е. Лабіша, А. Мюнп'є
- 2013 — «Веселі пригоди Незнайки» М. Носов
- 2016 — «Золотоволоска»
- 2016 — «Хазяїн» Івана Карпенко-Карий
- 2016 — «Парад троянд» (спільний проект студентського театру ХДАК «Екматедос» та Харківського театру для дітей та юнацтва)

## Основні ролі
- Лопуцьковський («Шельменко-денщик» Г. Квітки-Основ'яненка)
- Невідомий («Гроші» за п'єсою «Сто тисяч» І. Карпенка-Карого)
- Лере («Емма» Я. Стельмаха за романом «Мадам Боварі» Ґ. Флобера)
- Панас Мусташенко («Закон» В. Винниченка)
- Тузенбах, Яша («Три сестри», «Вишневий сад» А. Чехова)
- Освальд («Король Лір» В. Шекспіра)
- Валєр («Тартюф» Ж.-Б. Мольєра)
- Сен Годан («Дама з камеліями» за А. Дюма)